# Cauci (popolo celtico irlandese)

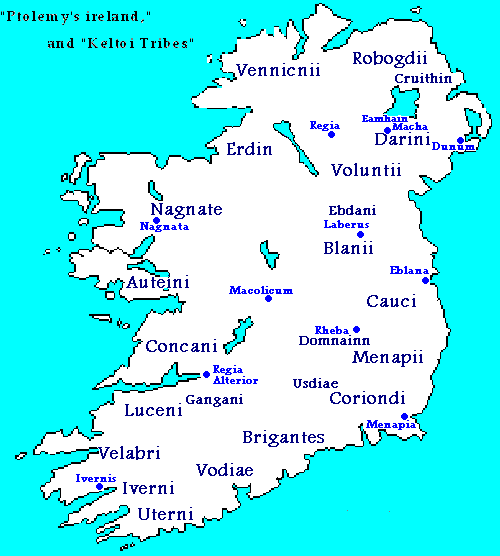
Le tribù celtiche d'Irlanda secondo Claudio Tolomeo.

I Cauci (Καῦκοι) erano un popolo dell'antica Irlanda, ricordato solo dal geografo del II secolo Claudio Tolomeo nella sua Geografia, che li colloca all'incirca nella regione delle odierne contee di Dublino e di Wicklow. A partire dagli inizi del XIX secolo gli studiosi di linguistica comparati, soprattutto Lorenz Diefenbach, hanno identificato questo popolo con i Cauci (Chauci in latino), che vivevano nell'area dei Paesi Bassi e della Germania nord-occidentale, un parallelo già ipotizzato dai primi eruditi di antiquaria. I sostenitori di questa ipotesi sottolineano che i Manapi (Μανάπιοι), che stando a Tolomeo confinavano a sud con i Cauci, portavano un nome che è quasi identico a quello di un'altra tribù continentale, quella belgica dei Menapi, che si trovavano nella Gallia nord-orientale. Questa corrispondenza sembrerebbe testimoniare movimenti di popolazioni tra le due regioni. L'aspetto linguistico di questa ipotesi è stato più di recente (1917) sviluppato da Julius Pokorny, anche se l'associazione tra Cauci-Chauci non è universalmente accettata. Per quanto riguarda i possibili discendenti dei Cauci irlandesi non ci sono che ipotesi incerte.